# Колтунович Олександр Сергійович
Олександр Сергійович Колтунович (нар. 4 листопада 1987) — український політик, народний депутат України 9-го скликання.
Член Комітету Верховної Ради з питань економічного розвитку, голова підкомітету з питань державної економічної політики.

## Життєпис
Освіта вища. Кандидат економічних наук.
Радник з питань стратегічного планування Проекту ПРООН в України.
2015 — кандидат у депутати Київської міської ради від партії «Опозиційний блок».
Помічник-консультант народного депутата України Василя Німченка.
Кандидат у народні депутати від партії «Опозиційна платформа — За життя» на парламентських виборах 2019 року, № 22 у списку. На час виборів: науковий співробітник відділу земельних відносин та природокористування Національного наукового центру «Інститут аграрної економіки» Національної академії аграрних наук України, м. Київ, член партії «Опозиційна платформа — За життя». Проживає в місті Луцьку.
Співголова групи з міжпарламентських зв'язків з Королівством Данія.

## Скандали
У березні 2020 року перебував у складі делегації ОПЗЖ, що їздила до Москви на зустріч з депутатами Державної Думи.
Голосував за закон України 12414 який був ухвалений з порушенням Регламенту Верховної Ради України та підпорядкував НАБУ та САП Генеральному прокурору.